# Rossgyre

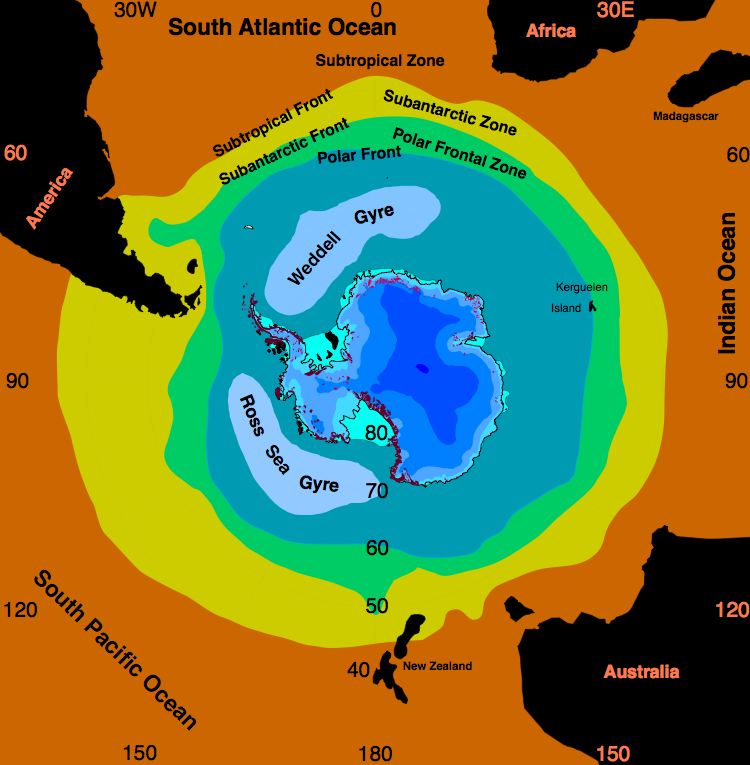
De Rossgyre linksonder van Antarctica

De Rossgyre is een van de twee gyres die bestaan in de Zuidelijke Oceaan. De gyre bevindt zich in de Rosszee bij Antarctica en draait met de klok mee. De gyre wordt gevormd door interacties tussen de Antarctische circumpolaire stroom en het Antarctische continentaal plat. Er is vastgesteld dat zee-ijs in het centrale gedeelte van de gyre vastgehouden blijft.
Er zijn aanwijzingen dat door de opwarming van de aarde het zoutgehalte van de wateren rond de Rossgyre sinds de jaren 1950 iets is gedaald.